# Камелия Дунавска
Камелия Дунавска е българска гимнастичка, част от златните момичета на Нешка Робева.

## Биография
Родена е в град София на 21 април 1969 г. Камелия Дунавска има сестра-близначка Адриана Дунавска, която също е част от същото поколение момичета. Камелия се състезава за ЦСКА в ансамбъла. Има златни медали от европейското първенство в Хелзинки през 1988 и от световното първенство във Варна 1987 г. След края на кариерата си става треньорка по художествена гимнастика и за кратко треньор на националния ансамбъл.